# Eduard Miralles Veintimilla
Eduard Miralles Veintimilla   (Barcelona, 1961 - 29 d'agost de 2018) va ser un gestor cultural català.
Va iniciar la seva carrera a l'Ajuntament de Barcelona on va contribuir a la creació de la xarxa de centres cívics de la ciutat. Posteriorment treballà a la Diputació de Barcelona i va dirigir el Centre d'Estudis i Recursos Culturals, un organisme pioner en la gestió cultural a Catalunya, entre 1996 i 2004.
Se'n destaca la seva capacitat de bastir ponts entre iniciatives de l'associacionisme cultural i el poder polític, particularment durant els primers anys de la Transició.